# 真苑雑物
真苑 雑物（まその の さいもち）は、平安時代初期の貴族・僧侶。氏姓は玉作（無姓）のち真苑宿弥。名は佐比毛知とも記される。官位は従五位上・玄蕃頭。

## 経歴
出自は玉作氏。出家して孝成と名乗り、興福寺の僧侶になった。弘仁6年（815年）には宮中にて天台宗の光定と宗論を行う。
のち還俗して玉作 佐比毛知と名乗る。弘仁7年（816年）に従七位下から八階昇進して、外位の従五位下に叙される。弘仁10年（819年）に図書助に任ぜられ、弘仁13年（822年）には内位の従五位下に叙せられるが、これまでに真苑宿弥姓に改姓している。承和元年（834年）従五位上・因幡守に叙任されたほか、玄蕃頭を務めたともされる。
法相宗の教義に秀でており、最澄の『顕戒論』を厳しく批判した。

## 官歴
『六国史』による。
- 時期不詳：従七位下
- 弘仁7年（816年） 正月7日：外従五位下
- 時期不詳：玉作（無姓）から真苑宿弥に改姓
- 弘仁13年（822年） 10月1日：従五位下（内位）
- 承和元年（834年） 正月7日：従五位上。正月12日：因幡守